# Tellurure d'antimoine
Le tellurure d'antimoine est un composé chimique de formule Sb2Te3. Il se présente sous forme d'un solide cristallin gris dont les paramètres physiques — couleur, masse volumique et température de fusion — dépendent de la forme cristalline qu'il adopte.
Le tellurure d'antimoine peut être produit par combinaison d'antimoine et de tellure en phase liquide, à 500-900 °C :
2 Sb(l) + 3 Te(l) → Sb2Te3 (l)
Sb2Te3 possède les propriétés d'un semiconducteur. Avec le tellurure de germanium, il forme le système intermétallique pseudobinaire GeSbTe.
Tout comme le tellurure de bismuth(III) Bi2Te3, le tellurure d'antimoine présente un effet de refroidissement thermoélectrique notable (effet Peltier).